# Novum
Novum (do latim “algo novo”) é um termo usado pelo teórico da ficção científica Darko Suvin, dentre outros acadêmicos, para descrever as inovações cientificamente plausíveis utilizadas em histórias de ficção científica. [1]
Exemplos de Novum recorrentes na ficção científica incluem: alienígenas, viagens no tempo, a singularidade tecnológica, inteligência artificial e habilidades psíquicas. [1]

## Origem
Suvin descobriu o termo através da obra de Ernst Bloch, cujo trabalho citou extensamente em Metamorphoses of Science Fiction (ou em tradução livre, Metamorfoses da Ficção Científica).
De acordo com Suvin, o gênero da ficção científica se torna distinto da fantasia pelo elemento que ele denomina estranhamento cognitivo, um novum que se valida pela lógica e que conduz a história. Ou seja, esse “algo novo” hipotético presente na história é passível de ser imaginado mediante uma lógica científica ao invés de mágica, isto é, ao representar a ficção como fato e relatá-la de forma plausível para com a nossa realidade.[1][2]